# Uji (Kioto)
Uji (宇治市 Uji-shi?) es una ciudad localizada en la prefectura de Kioto, Japón. En junio de 2019 tenía una población de 181 682 habitantes y una densidad de población de 2690 personas por km². Su área total es de 67,54 km².
Recibió el estatuto de ciudad el 1 de marzo de 1951.
Uji es famosa por su producción de té y por ser el lugar del clásico de la literatura japonesa Genji Monogatari, véase una extensa colección de fotografías de templos y de locales citados en la obra de Murasaki Shikibu en la sección de Enlaces externos.

## Geografía

### Localidades circundantes
- Prefectura de Kioto
  - Kioto
  - Jōyō
  - Ujitawara
  - Kumiyama

## Demografía
Según datos del censo japonés, la población de Uji se ha mantenido estable en los últimos años.
| Año del censo | Población |
| ------------- | --------- |
| 1995          | 184 830   |
| 2000          | 189 112   |
| 2005          | 189 591   |
| 2010          | 189 609   |
| 2015          | 184 678   |

## Patrimonio cultural
Los Monumentos históricos de la antigua Kioto (ciudades de Kioto, Uji y Otsu) fueron declarados Patrimonio de la Humanidad por la Unesco en el año 1994.

## Ciudades hermanadas
- Kamloops, Columbia Británica, Canadá